# Vương quốc Hy Lạp-Bactria
Vương quốc Hy Lạp-Bactria cùng với vương quốc Ấn-Hy Lạp là các vương quốc nằm ở cực đông của thế giới Hy Lạp hóa, vương quốc này tồn tại từ năm 256 cho tới năm 125 TCN. Khu vực trung tâm của vương quốc Hy Lạp-Bactria nằm ở miền bắc Afghanistan ngày nay. Bắt đầu từ năm 180 TCN, người Hy Lạp-Bactria đã bành trướng tới khu vực miền đông Afghanistan và Pakistan, họ sau đó thiết lập nên vương quốc Ấn-Hy Lạp tồn tại cho tới tận khoảng năm 10 CN.

## Nền độc lập (khoảng năm 250 TCN)

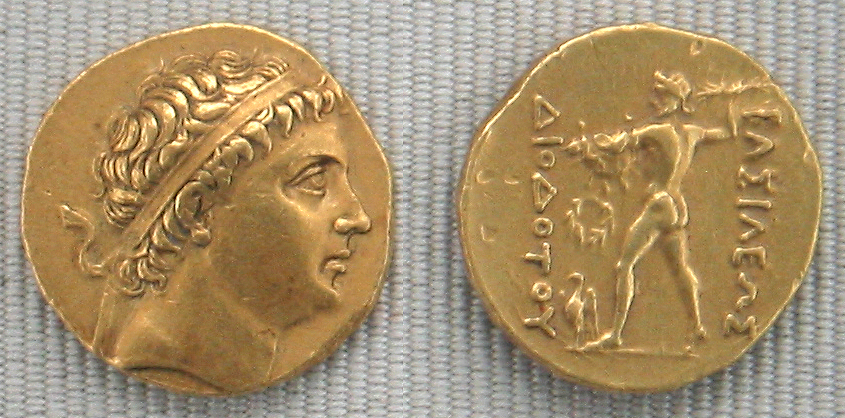
Đồng tiền vàng của vua Diodotos được đúc vào khoảng năm 245 TCN. Dòng chữ khắc bằng tiếng Hy Lạp đọc là: ΒΑΣΙΛΕΩΣ ΔΙΟΔΟΤΟΥ – "Vua Diodotos".

Vào khoảng năm 250 TCN, vị satrap của Bactria (và có thể là của cả các tỉnh xung quanh) tên là Diodotos đã sáng lập nên vương quốc Hy Lạp-Bactria sau khi ông tuyên bố độc lập khỏi đế quốc Seleukos. Các tác phẩm cổ đại lại ghi chép trái ngược nhau về thời điểm chính xác diễn ra sự kiện này và hiện vẫn chưa có sự thống nhất. Hiện tại có hai niên đại khác nhau về thời điểm tuyên bố độc lập của Diodotos đó là một niên đại xa là vào khoảng năm 255 TCN và một niên đại gần hơn là vào năm 246 TCN. Niên đại xa hợp lý cho việc giải thích về việc vua Antiochos II của nhà Seleukos chỉ ban hành rất ít tiền xu ở Bactria bởi vì Diodotos đã giành được độc lập ngay giai đoạn đầu triều đại của Antiochos. Còn niên đại gần hơn thì lại kết nối sự kiện tuyên bố độc lập của Diodotos I với cuộc chiến tranh Syria lần thứ ba, đây là cuộc chiến tranh đã làm cho đế quốc Seleukos suy yếu nghiêm trọng.
Vị tổng đốc của hàng nghìn thành phố ở Bactria là Diodotos (tiếng Latinh: Theodotus, mille urbium Bactrianarum praefectus) đã phản bội và tự xưng làm vua; toàn bộ các dân tộc khác ở phương Đông đã bắt chước ông ta và thoát khỏi sự cai trị của người Macedonia.— Justin, XLI, 4

Vương quốc mới được thành lập này có rất nhiều thành thị và được coi là một trong những quốc gia giàu có nhất ở phương Đông (opulentissimum illud mille urbium Bactrianum imperium "đế chế cực kỳ thịnh vượng này của người Bactria có tới hàng nghìn thành phố" Justin, XLI,1 ), người Hy Lạp-Bactrtia ngày càng trở nên hùng mạnh hơn và bành trướng lãnh thổ cả về hướng đông và hướng tây:
Những người Hy Lạp nổi loạn ở Bactria đã trở nên vô cùng hùng mạnh nhờ vào sự phì nhiêu của xứ sở mà họ làm chủ, không chỉ ở mỗi Ariana mà còn ở cả Ấn Độ, theo những gì Apollodoros của Artemita thuật lại thì: số bộ lạc mà họ đã chinh phục còn nhiều hơn của Alexandros…  Các thành phố của họ là Bactra (tên gọi khác của nó là Zariaspa, cùng tên với dòng sông chảy ngang qua nó và đổ vào sông Oxus), và Darapsa, và một vài thành phố khác. Một trong số đó là Eucratidia, được đặt theo tên vị vua của họ.— Strabo, XI.XI.I

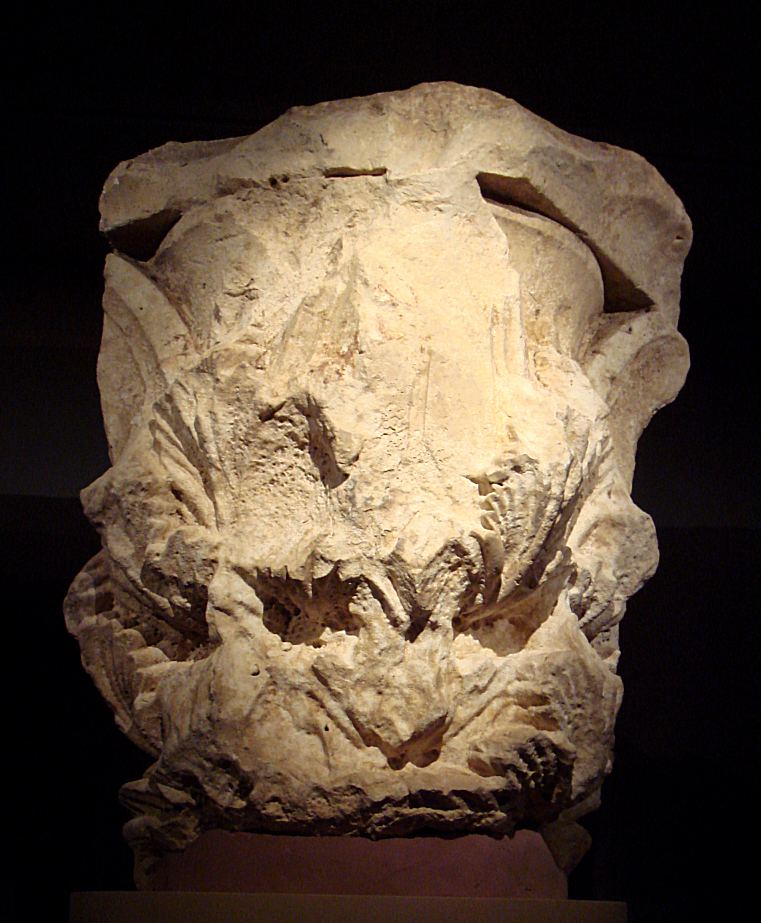
Tàn tích của một đầu cột theo phong cách Hy Lạp hóa được tìm thấy ở Balkh, thành phố Bactra cổ đại.

Năm 247 TCN, quân đội nhà Ptolemaios đánh chiếm được kinh đô Antioch của nhà Seleukos. Nhân cơ hội này, vị satrap của Parthia tên là Andragoras đã tuyên bố độc lập khỏi nhà Seleukos và tự xưng làm vua. Triều đại của ông ta chỉ kéo dài được một thập kỷ rồi sau đó bị Arsaces của Parthia đánh bại và lật đổ, sự kiện này đã mở đầu cho sự trỗi dậy của đế quốc Parthia. Điều này cũng khiến cho vương quốc Hy Lạp-Bactria bị cô lập với nền văn minh Hy Lạp. Giao thương bằng đường bộ ngày càng kém dần trong khi hoạt động thương mại bằng đường biển giữa nhà Ptolemaios với Bactria lại phát triển.
Sau khi Diodotos qua đời, người con trai của ông là Diodotos II đã liên minh với Arsaces để chống lại Seleukos II:
Không lâu sau khi hân hoan vì nhận được tin về cái chết của Diodotos, Arsaces đã giảng hòa và thiết lập một liên minh với người con trai cũng tên là Diodotos; Một khoảng thời gian sau đó khi Seleukos đem quân tới đánh dẹp những kẻ nổi loạn, ông ta đã kháng cự và giành được thắng lợi: người Parthia đã tôn vinh thắng lợi này như là chiến thắng đánh dấu sự khởi đầu cho nền độc lập của họ.— Justin, XLI, 4

## Diodotos II mất ngôi (Năm 230 TCN)

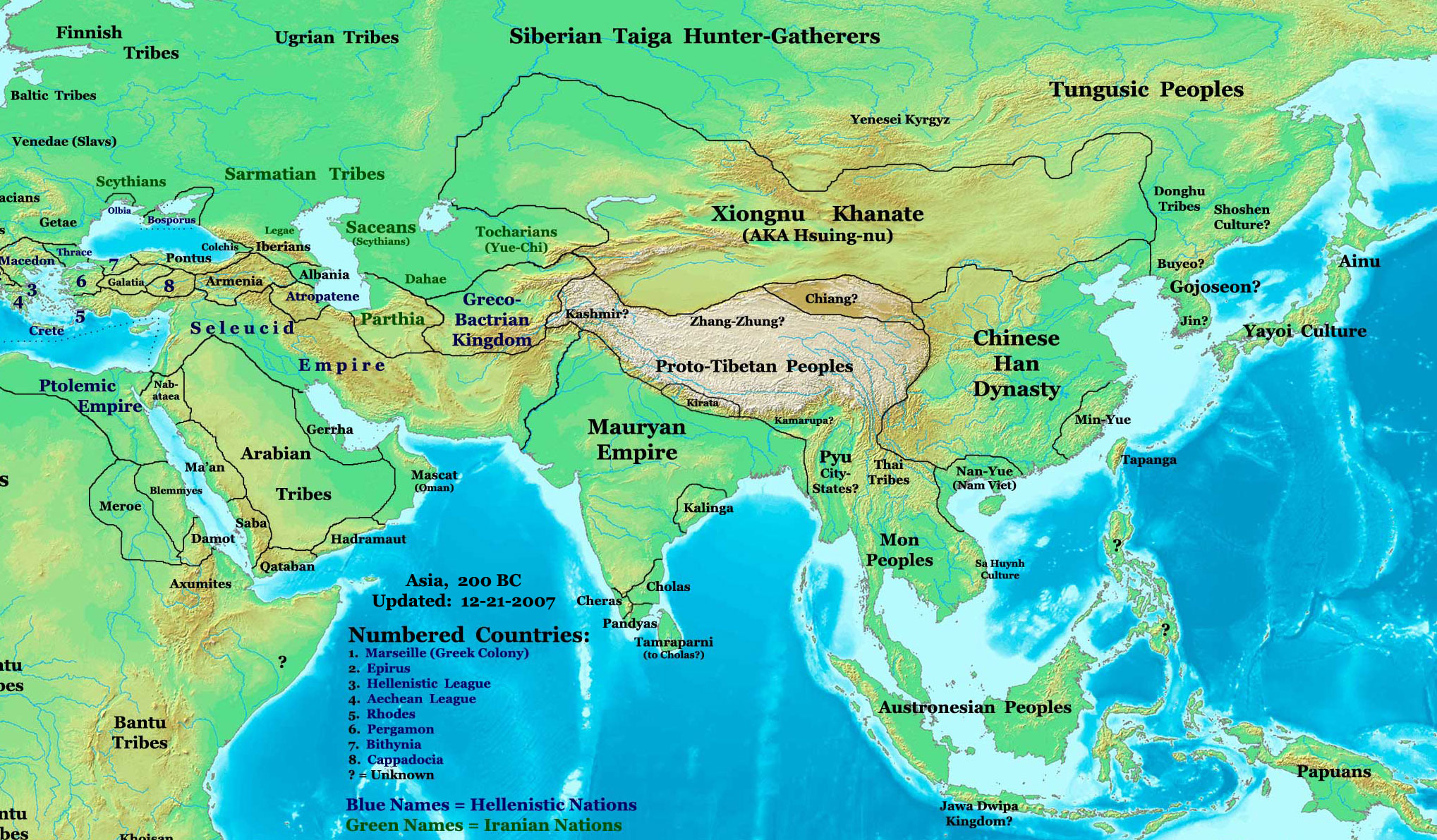
Bản đồ châu Á vào khoảng năm 200 TCN cho thấy vị trí của vương quốc Hy Lạp-Bactria và các láng giềng của nó.

Theo ghi chép của Polybios, một người Hy Lạp xuất thân từ Magnesia và có thể là satrap của Sogdiana có tên là Euthydemos đã lật đổ triều đại của Diodotos II để lập nên triều đại của riêng mình vào khoảng năm 230-220 TCN. Euthydemos đã mở rộng vương quốc của mình tới tận Sogdiana và biên giới của nó còn vượt xa hơn cả thành phố Alexandria Eschate được Alexandros đại đế thành lập tại Ferghana:
Họ còn nắm giữ Sogdiana, vùng đất này nằm lệch theo hướng đông về phía trên của Bactriana và ở khoảng giữa hai con sông Oxus, con sông này vốn là biên giới tự nhiên giữa người Bactria với người Sogdia, và sông Iaxartes. Con sông Iaxartes cũng là biên giới giữa người Sogdia và những người du mục. (Strabo XI.11.2)

## Kháng chiến chống quân Seleukos xâm lược

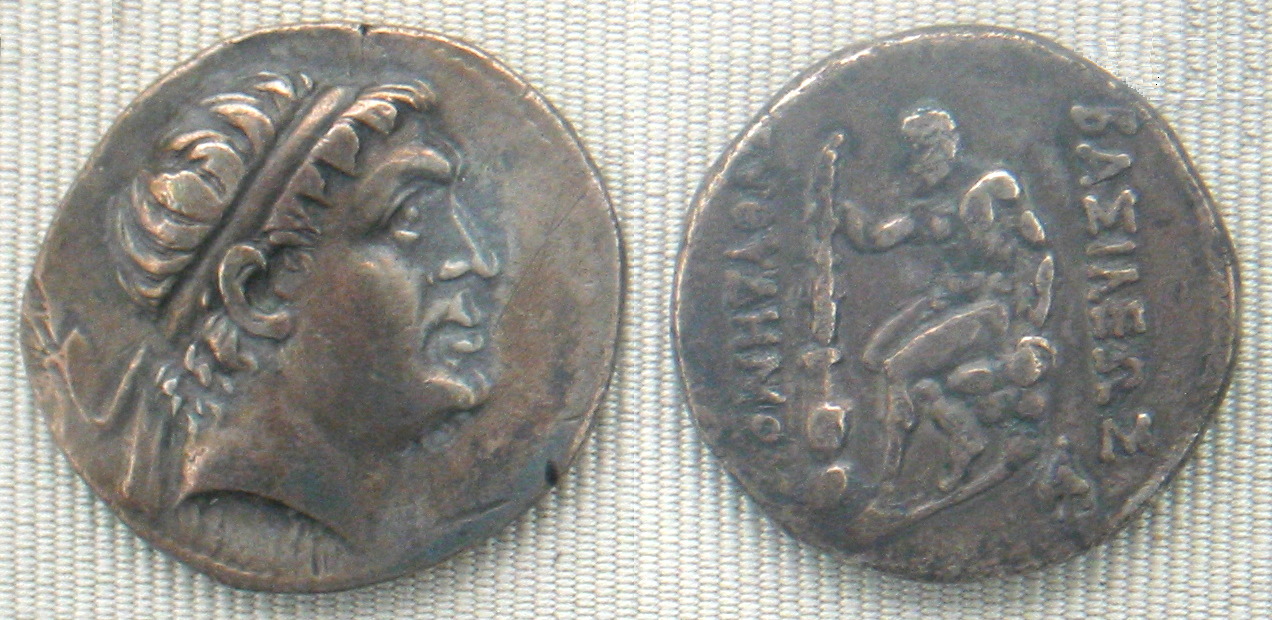
Đồng tiền xu của vua Hy Lạp-Bactria Euthydemos, ông cai trị từ năm 230–200 TCN. Dòng chữ Hy Lạp đọc là: ΒΑΣΙΛΕΩΣ ΕΥΘΥΔΗΜΟΥ – "Vua Euthydemos".

Vào khoảng năm 210 TCN, vua Antiochos III của nhà Seleukos đã đem quân tấn công Euthydemos. Mặc dù có trong tay 10,000 thiết kỵ, Euthydemos ban đầu đã bại trận khi giao chiến bên bờ sông Arius và buộc phải rút quân. Nhờ vào thành Bactra cực kỳ kiên cố, ông đã chống trả thành công cuộc vây hãm kéo dài tới ba năm cho tới khi Antiochos quyết định công nhận triều đại của ông và gả một người con gái cho người con trai của Euthydemos tên là Demetrios vào năm 206 TCN. Theo những ghi chép trong các tác phẩm cổ đại, Euthydemos đã thương lượng hòa bình Antiochos III bằng cách nói rằng ông xứng đáng được ghi nhận vì đã lật đổ triều đại nổi loạn của Diodotos và nhờ vào những nỗ lực phòng thủ của ông mà khu vực Trung Á đã thoát khỏi các cuộc xâm lược của những người du mục:
… nếu như ông ta không chấp nhận lời đề nghị này, cả hai người bọn họ sẽ không thể được yên ổn: bởi vì những bộ tộc du mục lớn đã tới rất gần họ, đây là một mối đe dọa lớn cho cả hai; và nếu như họ để cho những kẻ đó tiến vào khu vực này, nó chắc chắn sẽ bị tàn phá hoàn toàn. (Polybius, 11.34)

### Bản khắc Kuliab
Trong một bản khắc đá được tìm thấy ở khu vực Kuliab thuộc Tadjikistan và có niên đại là thuộc vào khoảng năm 200–195 TCN, một người Hy Lạp tên là Heliodotos đã dâng tặng một bệ thờ lửa cho thần Hestia và ca ngợi Euthydemos là vị vua vĩ đại nhất trong số các vị vua, người con trai Demetrios I của ông được ca ngợi là "Demetrios Kalinikos", "Demetrios người chinh phục vinh quang":
| Bản dịch | Chuyển ngữ (nguyên văn tiếng Hy Lạp) | Bản khắc (Tiếng Hy Lạp) |
| --- | --- | ----------------------- |
| "Heliodotos dâng tặng bệ thờ thơm ngát được làm từ những cây cối tươi tốt trong khu rừng của thần Zeus lên cho thần Hestia, vị nữ thần tôn kính, lừng lẫy nhất trong số các vị thần; ông đã thực hiện lễ rảy rượu và nghi thức hiến tế để vị vua vĩ đại nhất trong số các vị vua Euthydemos cùng người con trai của ngài Demetrios vinh quang, chiến thắng và lỗi lạc được thoát khỏi mọi nỗi đau đớn nhờ sự giúp đỡ của thần Tyche bằng những ý nghĩ siêu phàm."— Bản khắc Kuliab, niên đại vào khoảng năm 200–195 TCN | τόνδε σοι βωμὸν θυώδη, πρέσβα κυδίστη θεῶν Ἑστία, Διὸς κ(α)τ᾽ ἄλσος καλλίδενδρον ἔκτισεν καὶ κλυταῖς ἤσκησε λοιβαῖς ἐμπύροις Ἡλιόδοτος ὄφρα τὸμ πάντων μέγιστον Εὐθύδημον βασιλέων τοῦ τε παῖδα καλλίνικον ἐκπρεπῆ Δημήτριον πρευμενὴς σώιζηις ἐκηδεῖ(ς) σὺν τύχαι θεόφρον[ι] |                         |

## Bành trướng lãnh thổ
Sau khi quân Seleukos triệt thoái, lãnh thổ của vương quốc Bactria dường như đã được mở rộng. Về phía tây, họ có thể đã sáp nhập các khu vực nằm ở đông bắc Iran và tiến xa tới tận Parthia, Antiochos III Đại đế trước đó đã đánh bại vị vua của vùng đất này. Những tỉnh này có thể tương ứng với các satrap Tapuria và Traxiane của Bactria.

### Quan hệ với Trung Hoa

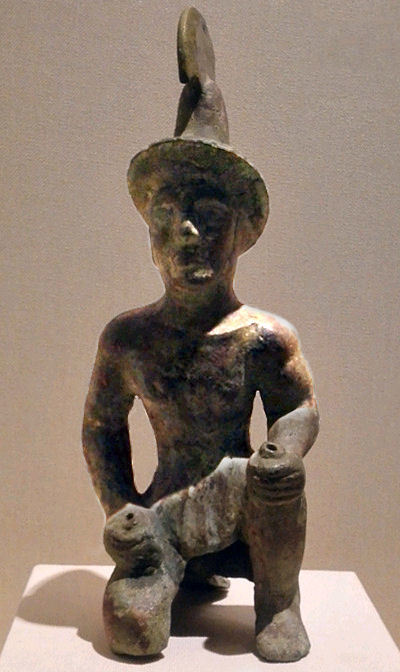
Bức tượng nhỏ này có lẽ miêu tả một người lính Hy Lạp đang đội một chiếc mũ sắt kiểu Phrygia, nó được phát hiện trong một ngôi mộ có niên đại vào thế kỷ thứ 3 TCN ở phía bắc của dãy Thiên Sơn và hiện nay được trưng bày tại bảo tàng Tân Cương, Ürümqi.

Ở phía bắc, Euthydemos cũng đã cai trị cả Sogdiana và Ferghana, ngoài ra người ta còn tìm thấy những bằng chứng ở thành phố Alexandria Eschate cho thấy  người Hy Lạp-Bactria đã tiến hành các cuộc viễn chinh tới Kashgar và Ürümqi ở Tân Cương, do đó Trung Quốc và phương Tây có thể đã bắt đầu tiếp xúc vào khoảng năm 220 TCN. Nhà sử học Strabo người Hy Lạp cũng đã viết rằng: "họ đã mở rộng đế chế của mình tới tận chỗ của người Seres (Trung Quốc) và người Phryni". (Strabo, XI.XI.I).
Một số bức tượng nhỏ miêu tả những người lính Hy Lạp đã được phát hiện ở phía bắc dãy Thiên Sơn và ngày nay chúng được trưng bày tại bảo tàng Tân Cương ở Ürümqi (Boardman).Hirth và Rostovtzeff nêu giả thuyết cho rằng nghệ thuật Trung Đông và Hy Lạp đã có ảnh hưởng tới nghệ thuật Trung Quốc. Những nét trang trí mang tính gợi nhớ về ảnh hưởng của người Ai Cập, Ba Tư hoặc Hy Lạp chẳng hạn như hoa hồng, các đường nét hình học và khảm thủy tinh có thể được tìm thấy trên một số gương đồng thuộc giai đoạn đầu triều đại nhà Hán.
Một số người cho rằng ảnh hưởng của nghệ thuật Hy Lạp có thể được tìm thấy trong các trang trí ở lăng mộ vị hoàng đế đầu tiên của Trung Quốc là Tần Thủy Hoàng và trong cả quá trình tạo ra đội quân đất nung nổi tiếng vào giai đoạn thế kỷ thứ 3 TCN. Theo giả thuyết này các nghệ nhân Hy Lạp đã đặt chân tới Trung Quốc vào khoảng thời gian trên và dạy cho những người thợ thủ công địa phương cách tạo ra các bức tượng này Tuy nhiên, quan điểm này lại gây tranh cãi.
Thông qua những nghiên cứu tiền xu, người ta cũng đưa ra giả thuyết cho rằng đã có một số chuyển giao về mặt công nghệ trong giai đoạn này: người Hy Lạp-Bactria là những người đầu tiên trên thế giới lưu hành những đồng tiền xu bằng hợp kim đồng-nickel (ti lệ là 75/25), vào thời điểm này chỉ có người Trung Quốc là sở hữu công nghệ chế tạo loại hợp kim trên và họ gọi nó là "đồng trắng" (một số loại vũ khí thuộc thời kỳ Chiến quốc được chế tạo bằng hợp kim đồng-niken). Hoạt động xuất khẩu các loại kim loại của người Trung Quốc nhằm mục đích giao thương và đặc biệt là sắt đã được xác thực là diễn ra vào khoảng giai đoạn này. Những vị vua như Euthydemos, Euthydemos II, Agathocles và Pantaleon đã cho lưu hành những đồng tiền này vào khoảng năm 170 TCN và một giả thuyết khác lại cho rằng nguồn quặng đồng niken có nguồn gốc từ các khu mỏ ở Anarak. Mãi sau này cho tới thế kỷ thứ 19 thì người ta mới tái sử dụng lại loại tiền xu làm bằng hợp kim đồng-niken.
Sự hiện diện của người Trung Quốc ở Ấn Độ thời cổ đại còn được gợi ý nhờ vào những ghi chép về người "Ciñas" trong các tác phẩm Mahabharata và Manu Smriti. Nhà thám hiểm và sứ thần của nhà Hán là Trương Khiên đã viếng thăm Bactria vào năm 126 TCN, ông ta đã đề cập tới sự xuất hiện của các sản vật Trung Quốc tại các khu chợ ở Bactria:
"Khi thần ở Đại Hạ (Bactria), thần thấy gậy trúc đất Cung (vùng Tây nam Tứ Xuyên ngày nay), vải bố đất Thục (vùng Tứ Xuyên ngày nay). Khi thần hỏi người dân về việc làm thế nào họ có được chúng, họ đã trả lời, "Thương nhân chúng tôi mua chúng từ các chợ ở Thân Độc (Sindhu, tức Ấn Độ ngày nay)"".
Khi trở về, Trương Khiên tâu lên hoàng đế Trung Quốc Hán Vũ Đế về mức độ tinh vi của các nền văn minh đô thị của Ferghana, Bactria và Parthia, và hoàng đế đã trở nên quan tâm đến việc phát triển mối quan hệ thương mại với họ:
"Thiên tử khi nghe thấy những điều này đã nói rằng: Đại Uyên (大宛, Ferghana) và những vùng thuộc Đại Hạ (Bactria) cùng An Tức (安息, Parthia) là các nước lớn, sản vật phong phú, với dân cư sống trong các nơi cố định và có nghề nghiệp gần giống như của người Hán, và trả giá cao cho các sản vật của Trung Hoa" (Hán thư, Tiền Hán thư).
Nhiều đoàn sứ thần Trung Quốc sau đó đã được phái tới Trung Á và điều này đã thúc đẩy cho sự phát triển của Con đường tơ lụa từ cuối thế kỷ thứ 2 TCN.

### Quan hệ với Ấn Độ

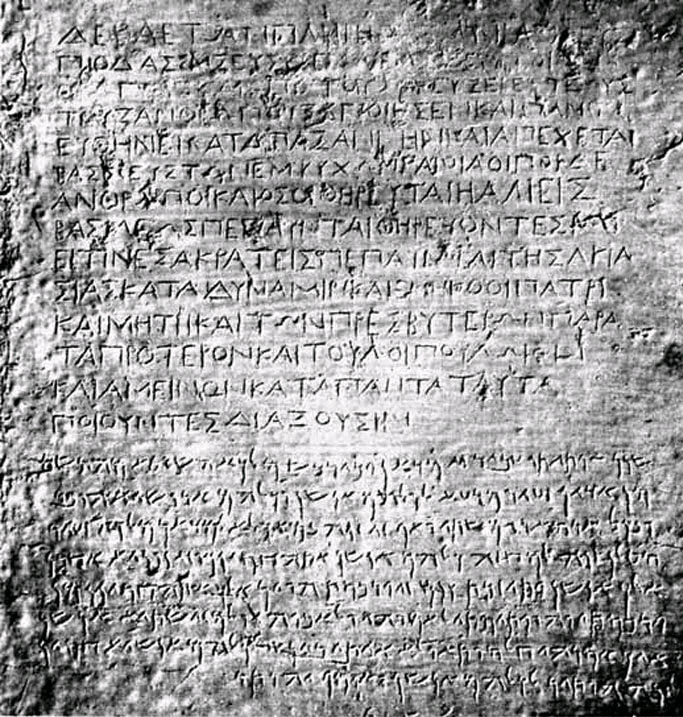
Sắc lệnh song ngữ của Ashoka (viết bằng tiếng Hy Lạp và tiếng Aramaic), được tìm thấy ở Càn-đà-la. Khoảng 250 TCN, Bảo tàng Kabul.

Vị vua sáng lập nên nhà Maurya là hoàng đế Chandragupta đã chinh phục khu vực Tây Bắc của tiểu lục địa Ấn Độ sau khi Alexandros đại đế qua đời vào khoảng năm 323 TCN. Tuy vậy, ông vẫn duy trì quan hệ với vương quốc Seleukos láng giềng bằng một liên minh giữa hai triều đại hay chính xác hơn đó là một sự công nhận hôn nhân khác chủng tộc giữa người Hy Lạp và người Ấn Độ (các tác phẩm cổ đại coi đây là một hiệp ước dựa theo Epigamia), nhiều người Hy Lạp chẳng hạn như sử gia Megasthenes đã cư ngụ tại triều đình Maurya. Từ đó trở đi, các hoàng đế nhà Maurya đều có một sứ thần người Hy Lạp tại triều đình của mình.
Người cháu nội của Chandragupta là Ashoka đã cải sang đạo Phật và trở thành một người truyền bá vĩ đại của Phật giáo Thượng tọa bộ, những nỗ lực cải đạo của ông nhắm vào người Ấn-Iran và thế giới Hy Lạp hóa diễn ra từ khoảng năm 250 TCN. Một số sắc lệnh của Ashoka được khắc trên đá và bằng tiếng Hy Lạp có nói đến việc ông phái các vị sư của Phật giáo tới những vùng đất của người Hy Lạp ở châu Á và tới tận khu vực Địa Trung Hải. Những sắc lệnh này ghi lại tên của các vị vua Hy Lạp vào thời điểm đó.
Cuộc chinh phục của Pháp đã thành công tại nơi đây, ở nơi biên cương, và thậm chí là tại nơi mà vua Antiochos trị vì cách xa tới tận sáu trăm yojana (4,000 dặm), xa hơn đó nữa là ở nơi bốn vị vua tên là Ptolemaios, Antigonos, Magas và Alexandros trị vì, tương tự như vậy với người Chola, người Pandya, và xa tới tận Tamraparni ở phía nam. (Sắc lệnh của Ashoka, sắc lệnh đá thứ 13, S. Dhammika).
Một bộ phận cư dân Hy Lạp sinh sống ở Tây bắc Ấn Độ dường như đã cải sang theo đạo Phật:
Ở nơi đây, trên đất của nhà vua có người Hy Lạp, người Kambojas, người Nabhakas, người Nabhapamkit, người Bhojas, người Pitinikas, người Andhras và người Palidas, thần dân ở khắp mọi nơi đều đang tuân theo những lời chỉ dạy của Thiên tử trong Pháp. (Sắc lệnh của Ashoka, Sắc lệnh đá thứ 13, S. Dhammika).
Hơn nữa, theo một số tác phẩm viết bằng tiếng Pali thì mộ số sứ thần của Ashoka là các nhà sư người Hy Lạp, điều này cho thấy hai nền văn hóa đã có những sự giao thoa về tôn giáo với nhau:
Khi vị thera (trưởng lão) Moggaliputta, người khai sáng tôn giáo của Đấng chinh phục (Ashoka), kết thúc hội đồng (lần thứ 3)... ngài đã công bố các thera, một ở đây và một ở nơi đó: ...và tới Aparantaka (các "xứ sở phía Tây" tương ứng với Gujarat và Sindh) ngài đã phái một người Hy Lạp (Yona) tên là Dhammarakkhita... và vị thera Maharakkhita được ngài phái tới vùng đất của người Yona. (Mahavamsa, XII).

#### Ảnh hưởng tới nghệ thuật Ấn Độ vào thế kỷ thứ 3 TCN

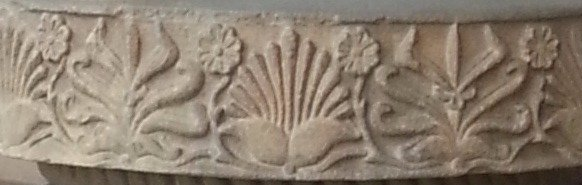
Hình trang trí "cọ lửa" và hoa sen mang phong cách Hy Lạp hóa này có thể là chịu ảnh hưởng từ Ai-Khanoum. Chúng nằm trên đầu cột Rampurva, Ấn Độ, niên đại là vào khoảng 250 TCN.

Thành phố Ai-Khanoum của người Hy Lạp-Bactria nằm ở cửa ngõ của Ấn Độ và có một nền văn hóa mang đậm phong cách Hy Lạp hóa, điều này giúp cho nó có được ưu thế khác biệt trong việc ảnh hưởng tới văn hóa Ấn Độ. Người ta cho rằng Ai-Khanoum có thể đã đóng vai trò là một trong những tác nhân chính giúp truyền bá ảnh hưởng nghệ thuật phương Tây tới Ấn Độ, ví dụ như việc tạo ra các cột trụ của Ashoka hoặc là thức cột Pataliputra phỏng theo phong cách Ionia, tất cả những điều này đều diễn ra sau khi thành phố Ai-Khanoum được thành lập.
Phạm vi của những ảnh hưởng này bắt đầu từ những trang trí chẳng hạn như hoa văn hạt và cuộn, trang trí cọ lửa nằm ở chính giữa và nhiều loại khuôn mẫu khác nhau cho tới những bức tượng động vật y như thật cùng với kiểu mẫu và chức năng của các cột góc mang phong cách Ionia ở kinh đô Pataliputra.

### Sự xuất hiện lần đầu tiên của các vị thần Ấn Độ

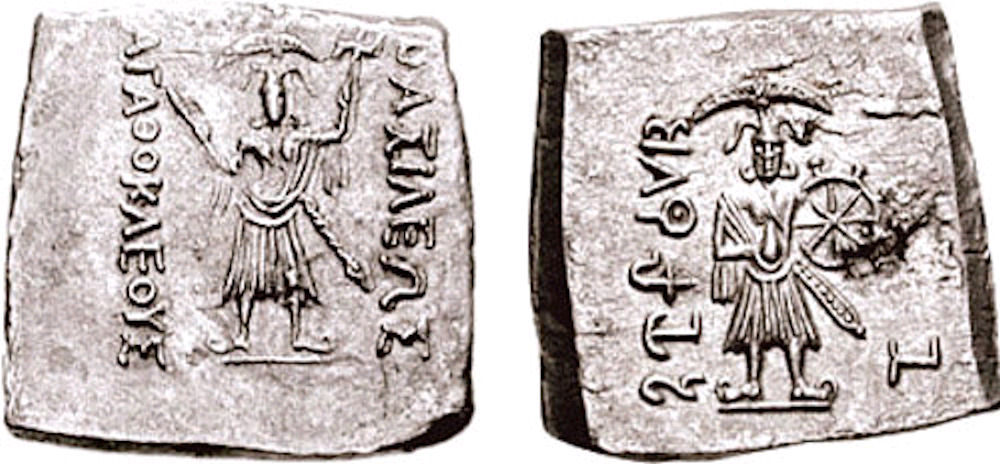
Tiền xu của vua Agathocles cùng với hình ảnh các vị thần Ấn Độ.

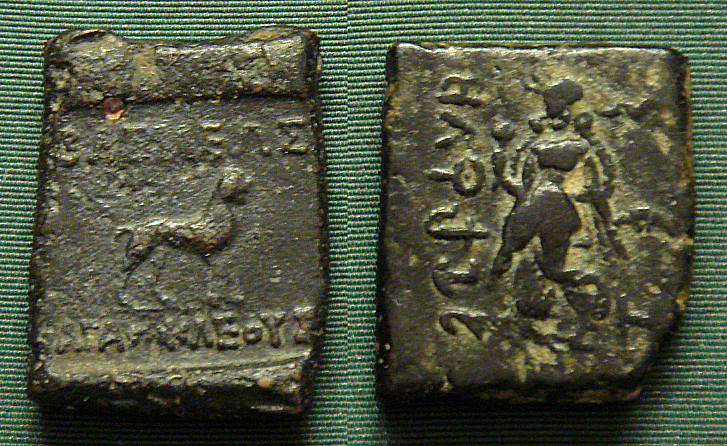
Đồng tiền xu của vua Agathocles với hình ảnh con sư tử của Phật giáo và một người phụ nữ cầm hoa sen đang nhảy múa, đây có thể là nữ thần Lakshmi.

Một trong những vị vua cuối cùng của vương quốc Hy Lạp-Bactria là Agathocles của Bactria (cai trị từ năm 190–180 TCN) đã cho ban hành những đồng xu hình vuông kiểu Ấn Độ và lần đầu tiên có khắc hình ảnh của các vị thần Ấn Độ, chúng có nhiều diễn giải khác nhau như là thần Vishnu, Shiva, Vasudeva, Buddha hoặc Balarama. Cả 6 đồng drachma bằng bạc theo kiểu Ấn Độ và mang tên của Agathocles này đều được phát hiện ở Ai-Khanoum vào năm 1970. Đây có thể là lần đầu tiên hình ảnh các vị thần Vệ đà xuất hiện trên tiền xu và chúng bao gồm những hiện thân thủa ban đầu của thần Vishnu như: Balarama-Sankarshana cùng với cây chùy Gada và lưỡi cày, Vasudeva- Krishna cùng Shankha của thần Vishnu và bánh xe Sudarshana Chakra. Một số đồng xu khác của Agathocles còn được cho là miêu tả con sư tử trong Phật giáo và nữ thần Lakshmi, người vợ của thần Vishnu.

### Xâm lược Ấn Độ (sau năm 180 TCN)

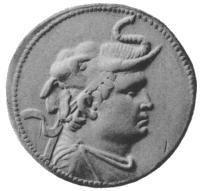
Đồng xu bằng bạc thuộc về Demetrios I của Bactria (trị vì vào khoảng năm 200–180 TCN), ông được miêu tả là đang đội một chiếc mũ da voi vốn là biểu tượng cho cuộc chinh phục tiểu lục địa Ấn Độ.

Chỉ một vài năm sau khi nhà Shunga lật đổ đế quốc Maurya, người con trai của Euthydemos tên là Demetrios đã bắt đầu tiến hành xâm lược Ấn Độ từ khoảng năm 180 TCN. Các nhà sử học đã đưa ra các động cơ khác nhau cho cuộc xâm lược này. Một số sử gia cho rằng mục đích của cuộc xâm lược này là nhằm để thể hiện sự ủng hộ của họ đối với đế quốc Maurya và nhằm để bảo vệ Phật giáo trước sự bức hại của nhà Shunga vốn được những bản kinh của Phật giáo ghi chép lại (Tarn). Tuy nhiên, những sử gia khác như Thapar và Lamotte cho rằng các ghi chép về những sự bức hại ở trên đã được cường điệu.
Demetrios có thể đã tiến quân tới tận kinh đô Pataliputra của đế quốc ở miền đông Ấn Độ ngày nay (hiện nay là Patna). Tuy vậy, những chiến dịch này thường được coi là của Menandros. Cuộc xâm lược này kết thúc vào năm 175 TCN. Vương quốc Ấn-Hy Lạp đã được thành lập tiếp sau đó và tồn tại suốt gần 2 thế kỷ cho tới khoảng năm 10. Đạo Phật đã phát triển rực rỡ dưới triều đại của các vị vua Ấn-Hy Lạp và đạt tới đỉnh cao là dưới triều đại của Menandros I.

## Eucratides cướp ngôi
Trong khi đó ở Bactria, một tướng quân của Demetrios hoặc là một người họ hàng của nhà Seleukos tên là Eucratides đã lật đổ triều đại Euthydemmos và thiết lập triều đại của ông ta vào khoảng năm 170 TCN, ông ta có thể đã phế truất Antimachos I và Antimachos II. Triều đại Euthydemos ở Ấn Độ sau đó đã cố gắng phản công. Một vị vua Ấn Độ có tên là Demetrios (rất có thể đây là vua Demetrios II) dẫn 60,000 quân quay về Bactria để đánh đuổi kẻ cướp ngôi tuy nhiên ông đã thất bại và tử trận:

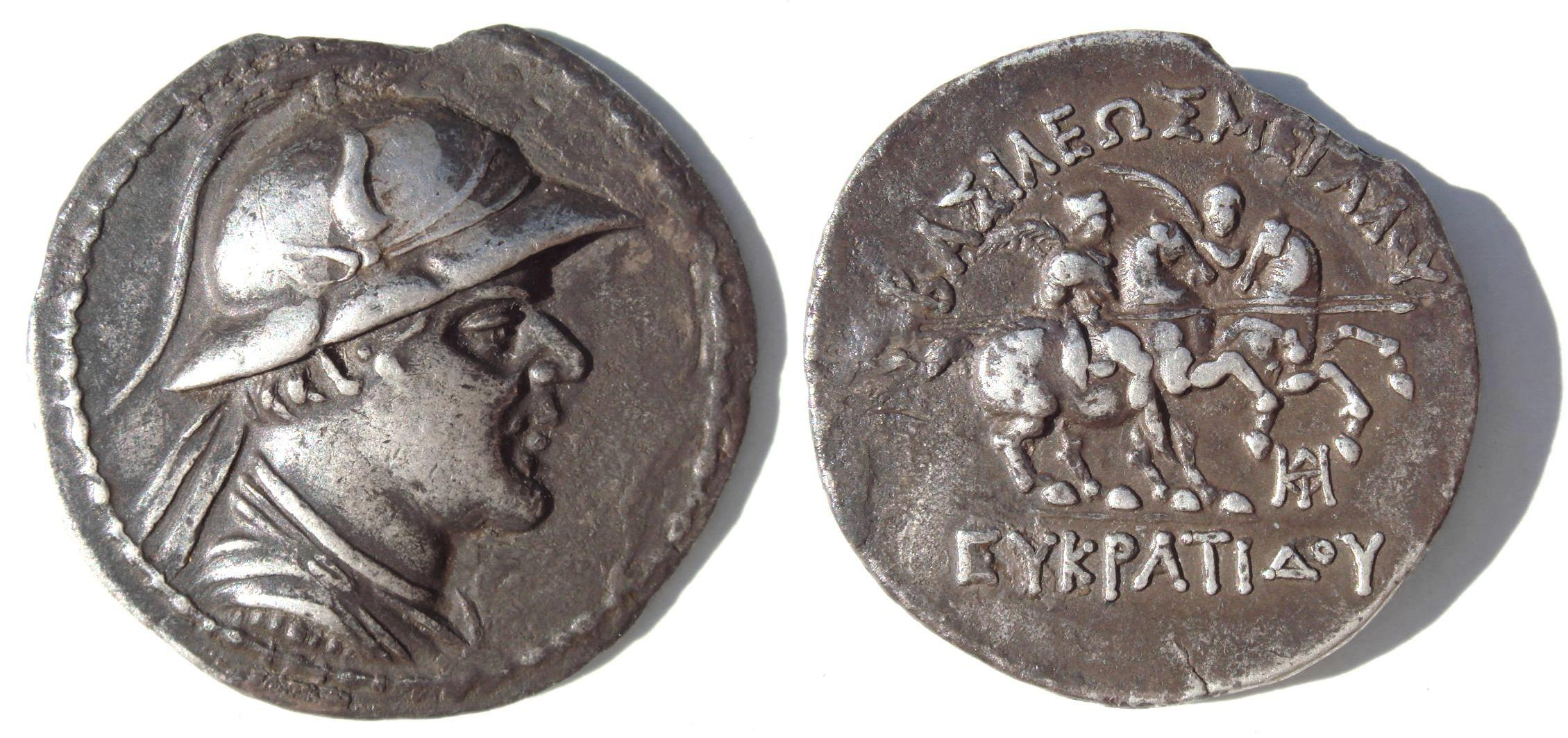
Đồng tetradrachm bằng bạc của vua Eucratides I, ông trị vì trong giai đoạn từ 171–145 TCN. Dòng chữ Hy Lạp đọc là: ΒΑΣΙΛΕΩΣ ΜΕΓΑΛΟΥ ΕΥΚΡΑΤΙΔΟΥ – "Vua Eucratides Vĩ đại".

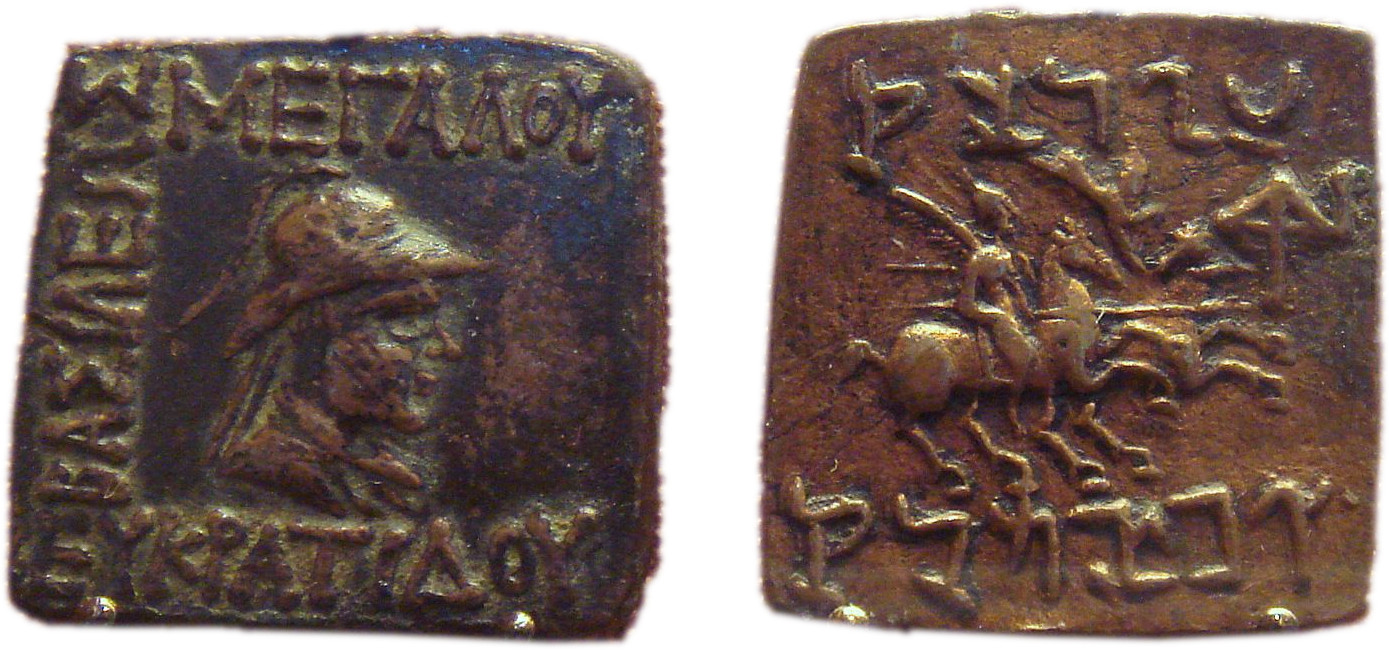
Tiền xu song ngữ của Eucratides được đúc theo kiểu Ấn Độ, dòng chữ Hy Lạp ở mặt trước đọc là: ΒΑΣΙΛΕΩΣ ΜΕΓΑΛΟΥ ΕΥΚΡΑΤΙΔΟΥ-"Vua Eucratides vĩ đại", dòng chữ Kharoshthi ở mặt sau.

Eucratides đã chiến thắng nhiều cuộc chiến nhờ vào lòng dũng cảm tuyệt vời dẫu vậy chúng lại khiến cho ông chịu tổn thất nặng nề và bị vua của người Ấn Độ là Demetrios bao vây. Ông đã tiến hành xuất kích nhiều lần và  đánh tan 60,000 quân địch chỉ với 300 chiến binh, và sau khi thoát khỏi cuộc vây hãm kéo dài bốn tháng, ông đã đặt Ấn Độ dưới sự cai trị của mình. (Justin, XLI,6)
Thông qua những đồng tiền xu được đúc ở các xưởng đúc tiền tại Ấn Độ, chúng ta biết được rằng Eucratides đã tiến hành chinh phạt khắp khu vực tây bắc Ấn Độ ngày nay và cai trị một vùng lãnh thổ rộng lớn có thể tới tận sông Jhelum ở Punjab. Tuy nhiên, vào giai đoạn cuối triều đại của mình, ông đã bị vua Menandros I của vương quốc Ấn-Hy Lạp đánh bại, ông ta sau đó đã thiết lập nên một vương quốc rộng lớn.
Nhà sử học Justinus ghi lại một điều có phần mơ hồ đó là Eucratides đã bị "người con trai và vị vua cùng trị vì với ông" sát hại trên chiến trường, người con trai ruột này của ông có thể là Eucratides II hoặc Heliocles I (mặc dù vậy một số nhà sử học suy đoán rằng đây có thể là con trai đối thủ của ông, Demetrios II). Người con trai này đã dùng cỗ chiến xa của ông ta chạy đè qua thi thể đẫm máu của Eucratides rồi bỏ mặc thân xác không còn tay chân của ông mà không hề chôn cất sau đó:
Khi Eucratides từ Ấn Độ quay trở về, ông đã bị người con trai cùng trị vì với mình sát hại ngay trên đường về, ông ta không hề che dấu tội ác của mình như thể ông ta giết chết một kẻ thù chứ không phải là người cha ruột và còn điều khiển cỗ chiến xa của mình chạy qua thân xác đẫm máu của người cha rồi cấm không ai được phép chôn cất. (Justin XLI,6)

### Thất bại trước người Parthia

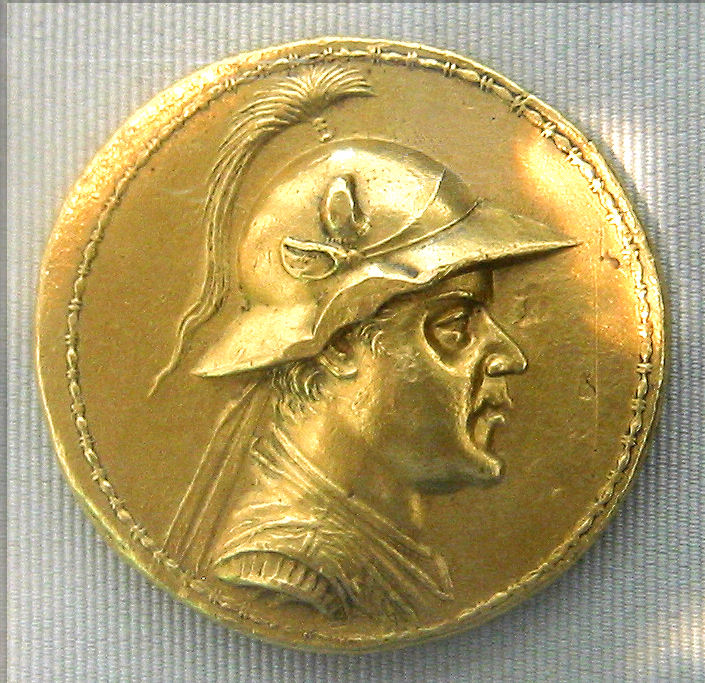
Đồng xtatơ bằng vàng của Eucratides, đây là đồng tiền xu bằng vàng lớn nhất thời cổ đại. Đồng xu này có trong lượng 169.2 gam, và có đường kính 58 milimét.

Khi Eucratides đang tiến hành chiến dịch hoặc sau khi kết thúc chiến dịch của mình ở Ấn Độ, vua Mithridates I của Parthia đã tấn công và đánh bại ông, ông ta có thể đã liên minh với những người ủng hộ nhà Euthydemos:
Người Bactria đã vướng vào nhiều cuộc chiến tranh khác nhau và không chỉ đánh mất sự cai trị mà còn cả sự tự do của họ, những cuộc chiến tranh chống lại người Sogdia, người Arachotes, người Dranges, người Aria và người Ấn Độ làm cho họ trở nên kiệt quệ như thể toàn bộ máu của họ đã bị rút sạch, họ cuối cùng đã bị đè bẹp bởi một kẻ thù yếu hơn họ nhiều đó là người Parthia. (Justin, XLI,6)
Sau chiến thắng này, Mithridates I đã chiếm được các tỉnh của vương quốc Hy Lạp-Bactria nằm ở phía Tây của sông Arius là Tapuria và Traxiane: "Người Parthia đã chiếm lấy các satrap Turiva và Aspionus từ tay Eucratides." (Strabo XI.11.20)
Năm 141 TCN, người Hy Lạp-Bactria dường như đã liên minh với vua Demetrios II của nhà Seleukos để chống lại Parthia:
Người dân của Phương Đông đã chào đón sự xuất hiện của ông ta (Demetrios II), một phần là vì sự tàn bạo của các vị vua nhà Arsaces của người Parthia, phần là vì họ đã quen với sự cai trị của người Macedonia, họ không thích sự kiêu ngạo của những người cai trị mới này. Nhờ đó, với sự ủng hộ của người Ba Tư, Elymes và Bactria, Demetrios đã đánh thắng người Parthia nhiều trận.  Cuối cùng, ông ta đã bị bắt làm tù binh sau khi bị lừa gạt về một hiệp ước hòa bình giả dối. (Justin XXXVI, 1,1)
Nhà sử học thế kỷ thứ 5 là Orosius ghi lại rằng Mithridates I đã chiếm được những vùng lãnh thổ nằm giữa sông Ấn và sông Hydaspes vào giai đoạn cuối triều đại của ông ta (khoảng năm 138 TCN trước khi vương quốc Parthia suy yếu sau khi ông ta qua đời vào năm 136 TCN).
Vua Heliocles I của Bactria đã cai trị những vùng lãnh thổ còn lại cho tới khi ông qua đời. Thất bại ở cả phía Đông và phía Tây đã có lẽ đã khiến cho Bactria suy yếu và điều này đã tạo điều kiện thuận lợi cho các cuộc xâm lược của dân du mục.

## Các cuộc xâm lược của dân du mục

### Sự xâm lược của người Nguyệt Chi (khoảng năm 162 TCN)

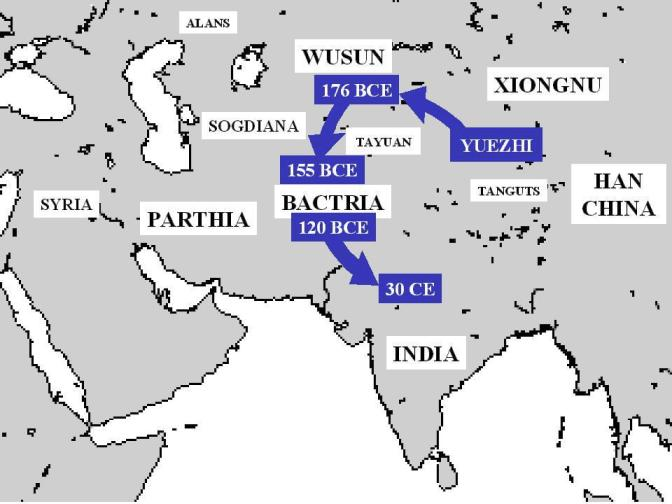
Sự di cư của người Nguyệt Chi vượt qua Trung Á, khoảng từ năm 176 TCN tới năm 30 CN.

Nằm cách Bactria một ngàn dặm về phía đông là nơi sinh sống của một bộ lạc du mục có tên gọi là người Nguyệt Chi. Khoảng năm 176 TCN, người Hung nô xâm chiếm khu vực hành lang Hà Tây và buộc người Nguyệt Chi phải di cư khỏi khu vực này. Vào khoảng năm 165 TCN, người Nguyệt Chi di cư tới khu vực thung lũng sông Ili. Đến năm 132 TCN, người Ô Tôn lại đánh đuổi người Nguyệt Chi khỏi khu vực thung lũng sông Ili. Tàn dư của người Nguyệt Chi một lần nữa lại di cư về phía nam và đặt chân tới khu vực phía bắc của sông Oxus, tại đây họ đã đánh đuổi một bộ tộc du mục khác là người Sakas.

### Người Scythia (khoảng năm 140 TCN)

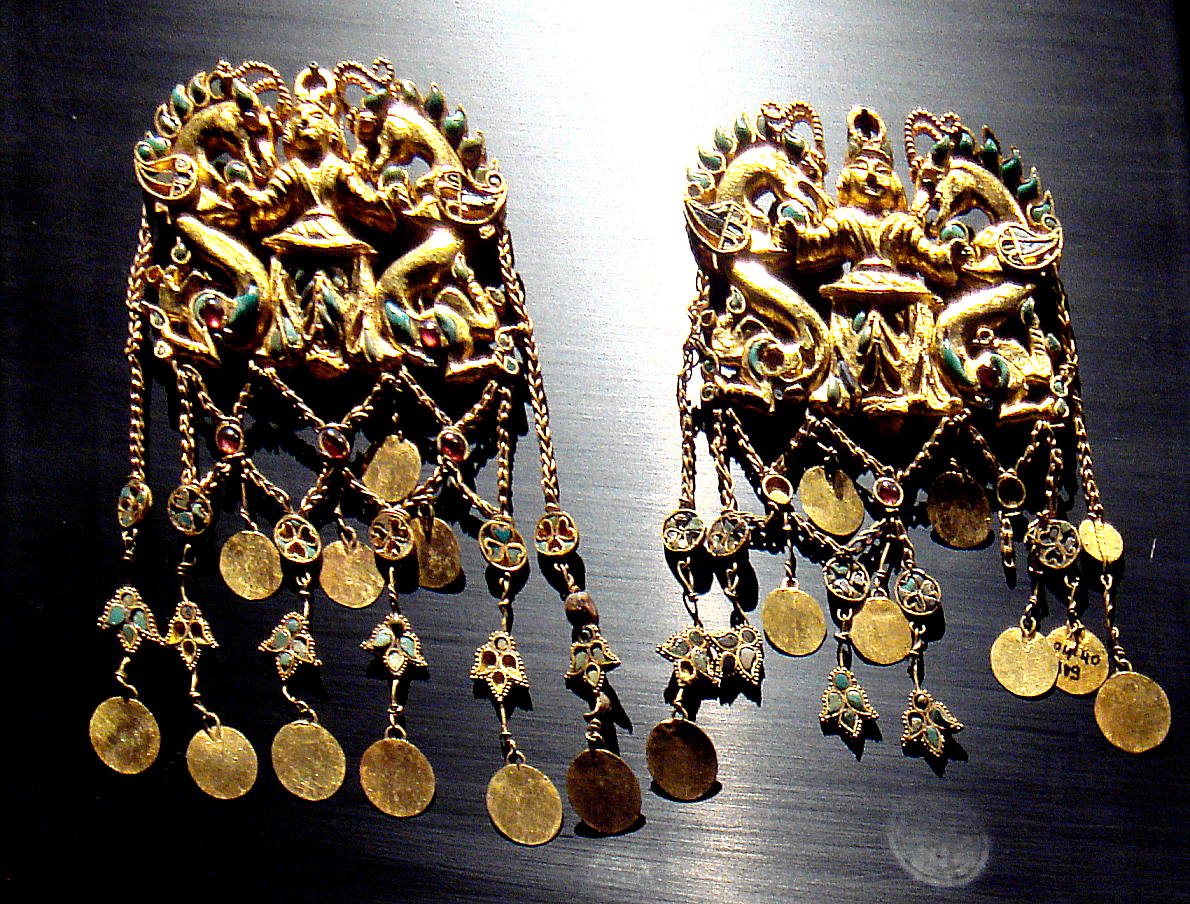
Hiện vật bằng vàng của người Saka tại Bactria.

Vào khoảng năm 140 TCN, sự di cư xuống phía Nam của người Nguyệt Chi dường như đã tạo ra áp lực khiến cho người Scythia miền đông (họ được gọi là người Saka hoặc Sacaraucae trong các tác phẩm của người Hy Lạp) bắt đầu xâm lược các khu vực khác nhau của Parthia và Bactria. Cuộc xâm lược Parthia của họ đã được ghi chép lại đầy đủ: Họ tấn công nhằm vào các thành phố Merv, Hecatompolis và Ecbatana. Vị vua của Parthia khi đó là Phraates II 
đã bị họ đánh bại và tử trận, ngoài ra đội quân lính đánh thuê Hy Lạp của ông ta cũng bị họ đánh tan (đây là đội quân mà ông ta thu được sau khi đánh bại Antiochos VII). Vị vua kế vị Phraates là Artabanus I cũng đã tử trận khi giao chiến với người Scythia.

### Cuộc xâm lược lần thứ hai của người Nguyệt Chi (120 TCN-)
Khi Trương Khiên viếng thăm người Nguyệt Chi vào năm 126 TCN để nhằm thiết lập một liên minh chống lại người Hung Nô với họ, ông kể lại rằng người Nguyệt Chi đã định cư ở khu vực phía bắc của sông Oxus và duy trì sự thống trị ở cả vùng lãnh thổ phía nam của sông Oxus, mà vốn thuộc về Bactria.
Theo Trương Khiên, người Nguyệt Chi có từ 100.000 tới 200.000 kỵ xạ và có phong tục gần giống với người Hung Nô, với binh lực hùng hậu như vậy họ có lẽ đã dễ dàng đánh bại quân đội của người Hy Lạp-Bactria (năm 208 TCN, khi vua Euthydemos I của vương quốc Hy Lạp-Bactria đối mặt với cuộc xâm lược của vua Antiochus III Đại đế của nhà Seleukos, ông đã chỉ huy 10.000 kỵ binh ). Trương Khiên tiếp đó đã viếng thăm Bactria vào năm 126 TCN (người Trung Quốc gọi vùng đất này là Đại Hạ) và miêu tả rằng đất nước này đã hoàn toàn rệu rã và hệ thống chính quyền cũng đã sụp đổ, mặc dù vậy các thành phố của nó vẫn còn tồn tại:
"Đại Hạ nằm cách Đại Uyên trên 2.000 lý về phía tây nam, phía nam sông Gui (Oxus). Người dân của quốc gia này cũng cày cấy đất đai và sống trong những thành phố và các ngôi nhà. Tập quán của họ giống với của Đại Uyên. Họ không có đại vương mà chỉ có các thủ lĩnh nhỏ cai quản những thành phố khác nhau. Dân chúng tuy sử dụng vũ khí kém cỏi và sợ đánh trận, nhưng họ lại khéo léo trong việc buôn bán. Sau khi người Đại Nguyệt Chi tây tiến và tấn công Đại Hạ, toàn bộ quốc gia này đã nằm dưới sự thống trị của họ. Dân số nước này khá đông, ước khoảng trên 100 vạn dân. Kinh đô của họ là thành phố Lanshi (Bactra) và có một khu chợ mà ở đó mọi thứ hàng hóa được mua và bán". ("Sử Ký", Tư Mã Thiên, phần về Trương Khiên)
Người Nguyệt Chi đã tiến xa hơn về phía nam và có mặt ở Bactria vào khoảng năm 120 TCN, điều này dường như là do sức ép từ sự xâm lược của người Ô Tôn ở phía Bắc. Họ dường như cũng đã khiến cho các bộ lạc người Scythia tiếp tục phải di cư tới Ấn Độ và thiết lập nên vương quốc Ấn-Scythia.

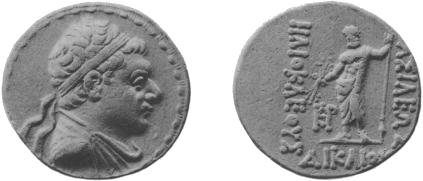
Đồng xu bằng bạc của vua Heliocles (cai trị vào khoảng năm 150–125 TCN), ông là vị vua Hy Lạp-Bactria cuối cùng. Dòng chữ Hy Lạp đọc là: ΒΑΣΙΛΕΩΣ ΔΙΚΑΙΟΥ ΗΛΙΟΚΛΕΟΥΣ – "Vua Heliocles Công Minh".

Cuộc xâm lược này đã được ghi chép lại trong các tác phẩm cổ đại phương Tây vào thế kỷ thứ 1 TCN:
"Những bộ tộc đã cướp bóc người Hy Lạp ở Bactria nổi tiếng nhất là người Asii, Pasiani, Tochari, và Sacarauli, họ đến từ vùng đất nằm ở phía bên kia bờ sông Jaxartes và là kẻ địch của người Sacae và Sogdiani."
(Strabo, 11-8-1)
Vào khoảng thời gian này, vua Heliocles đã rời bỏ Bactria và dời đô đến thung lũng Kabul, ông ta sau đó đã cai trị phần lãnh địa Ấn Độ của mình từ nơi này. Với việc từ bỏ khu vực Bactria, ông cũng là vị vua cuối cùng của vương quốc Hy Lạp-Bactria, mặc dù vậy hậu duệ của ông sẽ tiếp tục vượt qua dãy Hindu Kush và cai trị phần phía tây của vương quốc Ấn-Hy Lạp. Vị vua cuối cùng ở nửa phía Tây của vương quốc Ấn-Hy Lạp là Hermaeos bị người Nguyệt Chi lật đổ vào khoảng năm 70 TCN sau khi họ xâm chiếm vương quốc của ông ở khu vực Paropamisadae (những vị vua Ấn-Hy Lạp miền đông sẽ tiếp tục cai trị cho đến khoảng năm 10 CN ở  khu vực Punjab ngày nay).
Nhìn chung, người Nguyệt Chi đã lưu lại ở Bactria trong hơn một thế kỷ. Họ cũng đã Hy Lạp hóa ở một mức độ nhất định chẳng hạn như việc họ sử dụng bảng chữ cái Hy Lạp để viết ngôn ngữ của họ và nhiều đồng xu của họ đã được đúc theo phong cách của các vị vua Hy Lạp-Bactria cùng với dòng chữ bằng tiếng Hy Lạp.
Khoảng năm 12 TCN, người Nguyệt Chi đã xâm lược miền bắc Ấn Độ và thành lập nên đế quốc Quý Sương.

## Quân đội

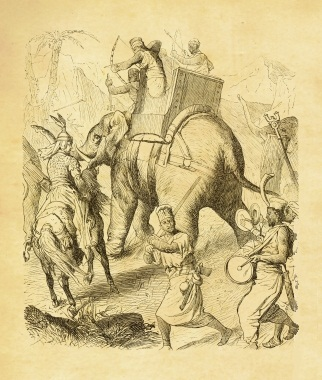
Voi chiến Ấn Độ cùng tháp gỗ.

Trước khi người Hy Lạp chinh phục, quân đội Bactria chủ yếu là kỵ binh và nổi tiếng là thiện chiến, họ chiếm một phần đông đảo trong lực lượng kỵ binh của nhà Achaemenes. 2,000 kỵ binh Bactria đã góp mặt trong trận Granicus và 9,000 kỵ binh khác được bố trí ở cánh trái trong đạo quân của Darius tại Trận Gaugamela. Herodotos còn nhắc đến việc người Bactria thường hay sử dụng chiến xa. Sau khi Alexandros chinh phục Bactria, 
các đơn vị kỵ binh Bactria đã tham gia vào chiến dịch xâm lược Ấn Độ của ông và sau này Alexandros còn bổ sung thêm người Bactria, Sogdia, cùng các kỵ binh miền đông Iran khác vào lực lượng chiến hữu kỵ binh. Cả Aeschylos và Curtius đều nói rằng người Bactria có thể đưa ra chiến trường 30,000 kỵ binh. Phần lớn lực lượng kỵ binh này đều là kỵ binh trang bị nhẹ, họ sử dụng cung và lao phóng trước khi cận chiến bằng gươm và giáo. Herodotos thuật lại rằng lực lượng kỵ binh của Mardonius tại trận Plataea (có cả người Bactria) là lực lượng kỵ xạ (hippotoxotai). Lính bộ binh Bactria được Herodotos mô tả là đội chiếc mũ kiểu Medes, họ sử dụng giáo và cây cung bằng sậy theo kiểu của người Scythia.
Alexandros và Seleukos I đều đã cho định cư những người Hy Lạp ở Bactria trong khi những người gốc Macedonia thì lại được định cư ở phía Tây. Các đơn vị đồn trú người Hy Lạp ở Bactria đóng giữ trong các pháo đài được gọi là phrouria và ở những thành phố quan trọng. Những người định cư theo nghĩa vụ quân sự thì được bố trí ở các khu vực nông thôn, mỗi một người được cấp cho một mảnh đất gọi là một kleros. Những người định cư này có số lượng là mười ngàn người và được huấn luyện theo khuôn mẫu của quân đội Macedonia. Đội quân Hy Lạp ở Bactria trong cuộc nổi dậy chống lại người Macedonia vào năm 323 TCN có quân số là 23,000 người.
Quân đội của vương quốc Hy Lạp-Bactria là một đội quân đa sắc tộc bao gồm lực lượng phalanx chủ lực với nòng cốt là những người định cư Hy Lạp, hỗ trợ cho họ là lực lượng bộ binh nhẹ người Bactria và lực lượng Thureophoroi đánh thuê trang bị lao phóng. Lực lượng kỵ binh của họ có quân số đông hơn nhiều so với các đạo quân Hy Lạp hóa khác và chủ yếu bao gồm người Bactria bản địa, người Sogdia và các kỵ binh nhẹ Ấn-Iran. Polybios đã đề cập tới việc họ có tới 10,000 kỵ binh tại trận sông Arius vào năm 208 TCN. Quân đội của người Hy Lạp-Bactria còn có lực lượng vị kỵ binh nặng cataphract và lực lượng chiến hữu kỵ binh tinh nhuệ với quân số không nhiều. Ngoài ra trong quân đội Hy Lạp-Bactria còn có thêm cả những con voi chiến Ấn Độ, trên một số đồng tiền xu chúng được miêu tả là mang theo một cái tháp (thorakion) hoặc là một howdah cùng với các binh sĩ trang bị cung và lao phóng. Những đơn vị khác trong quân đội Bactria đó là lính đánh thuê hoặc những binh sĩ được tuyển mộ từ các dân tộc lân cận như người Scythia, người Dahae, người Ấn Độ và Parthia.

## Nền văn hóa Hy Lạp ở Bactria

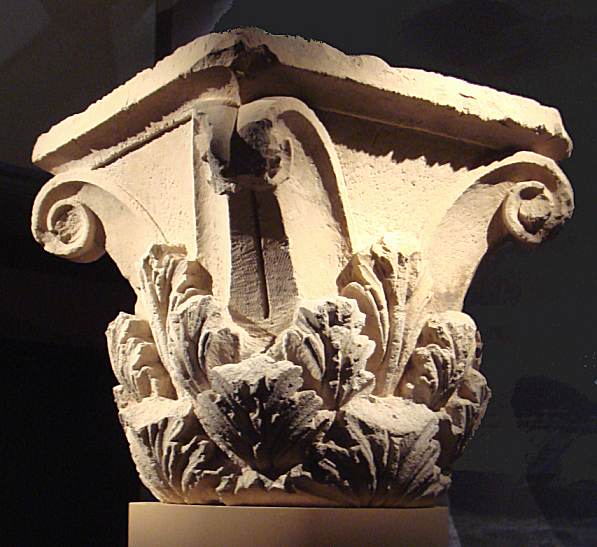
Đầu cột phong cách Corinth được tìm thấy tại Ai-Khanoum, nó có niên đại là vào thế kỷ 2 TCN

Người Hy Lạp-Bactria nổi tiếng với nền văn hóa Hy Lạp cực kỳ tinh tế của mình, họ cũng duy trì tiếp xúc đều đặn với khu vực Địa Trung Hải và Ấn Độ. Họ có mối quan hệ thân thiện với Ấn Độ và thường xuyên trao đổi đại sứ.
Những thành phố của người Hy Lạp-Bactria chẳng hạn như Ai-Khanoum ở đông bắc Afghanistan ngày nay (đây có thể là thành phố Alexandria bên sông Oxus) và Bactra (hiện nay là Balkh) cho thấy họ có một nền văn hóa đô thị tinh vi. Phế tích của thành phố Ai-Khanoum giúp chúng ta hình dung ra được hiện trạng của nền văn hóa Hy Lạp-Bactria vào khoảng năm 145 trước Công nguyên, đây là thời điểm nó bị phá hủy hoàn toàn bởi sự xâm lược của những người du mục và không bao giờ được xây dựng lại. Ai-Khanoum "có tất cả các điểm nổi bật của một thành phố Hy Lạp hóa với một nhà hát Hy Lạp, sân tập cùng một số ngôi nhà kiểu Hy Lạp có sân trong được bao quanh bởi dãy hàng cột". Tàn tích của các cột trụ kiểu Corinth cổ đại đã được tìm thấy trong những cuộc khai quật ở di chỉ này cùng với những mảnh vỡ của các bức tượng điêu khắc khác nhau.

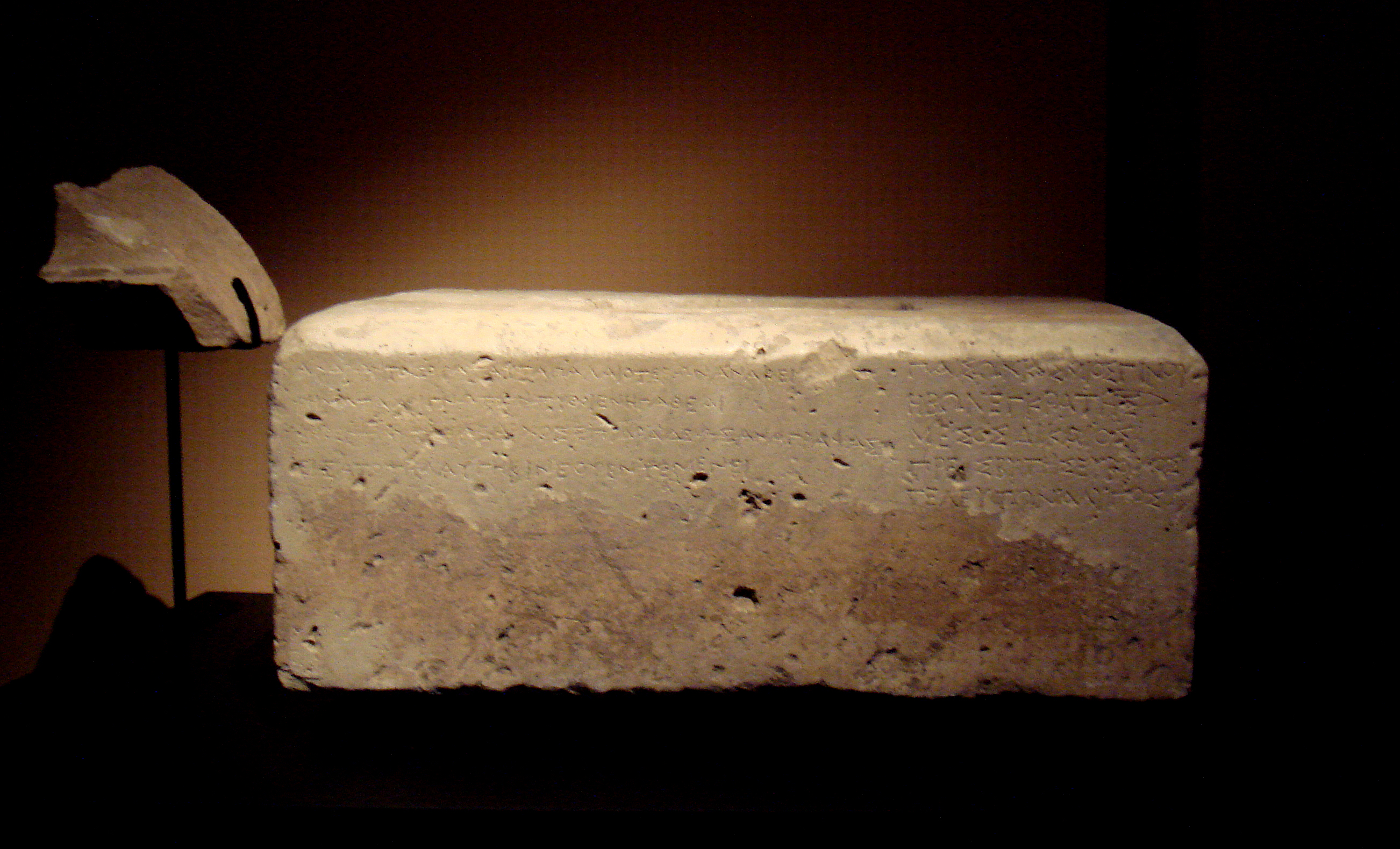
Khối đá cùng với bản khắc lời di huấn của Kineas bằng tiếng Hy Lạp ở thành phố Ai-Khanoum.

Một trong số những bản khắc bằng tiếng Hy Lạp tiêu biểu được tìm thấy ở Ai-Khanoum đó là Herôon của Kineas, bản khắc này có niên đại vào khoảng năm 300-250 trước Công nguyên và nội dung của nó là về nói những lời châm ngôn Delphi:
"Khi là một đứa trẻ, hãy học cách cư xử tốt.
Khi ở tuổi thanh niên, hãy học cách kiểm soát những đam mê.
Lúc ở tuổi trung niên, hãy công minh.
Khi về già, hãy đưa ra lời khuyên tốt.
Để đến khi qua đời sẽ không phải hối tiếc. "
Một số đồng tiền xu của người Hy Lạp-Bactria và của những vị vua Ấn-Hy Lạp sau này được coi là những ví dụ đẹp nhất của nghệ thuật tiền xu Hy Lạp, chúng là "một sự pha trộn tinh tế của chủ nghĩa hiện thực và sự lý tưởng hóa", một số đồng tiền xu này còn là những đồng xu lớn nhất từng được đúc vào thời kỳ Hy Lạp hóa: đồng tiền vàng lớn nhất là của vua Eucratides (cai trị vào giai đoạn từ năm 171–145 TCN) còn đồng tiền bạc lớn nhất là của vua Amyntas Nikator (cai trị vào khoảng năm 95–90 TCN).
Một số thành phố Hy Lạp-Bactria khác cũng đã được nhận diện chẳng hạn như là Saksanokhur ở miền nam Tajikistan hoặc ở Dal'verzin Tepe.

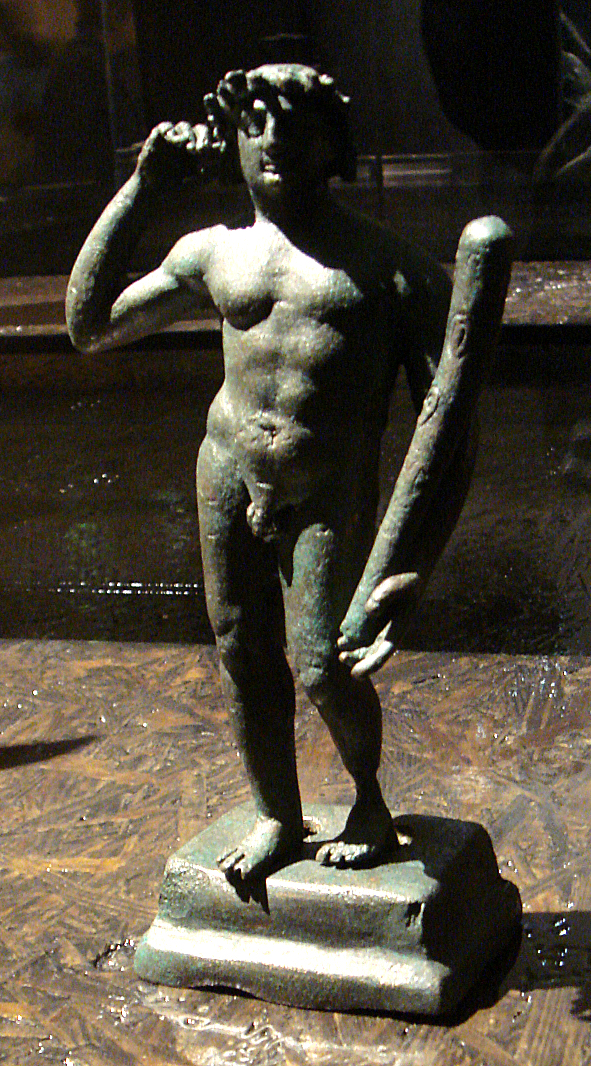
Bức tượng đồng của thần Herakles ở Ai Khanoum. Thế kỷ thứ 2 TCN.
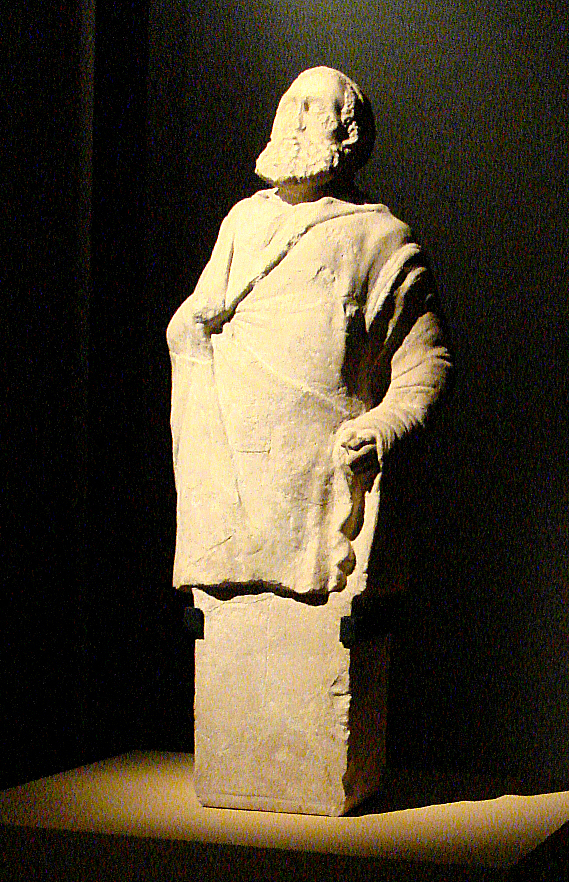
Bức tượng điêu khắc một cụ già, đây có thể là một triết gia. Ai Khanoum. Thế kỷ thứ 2 TCN.
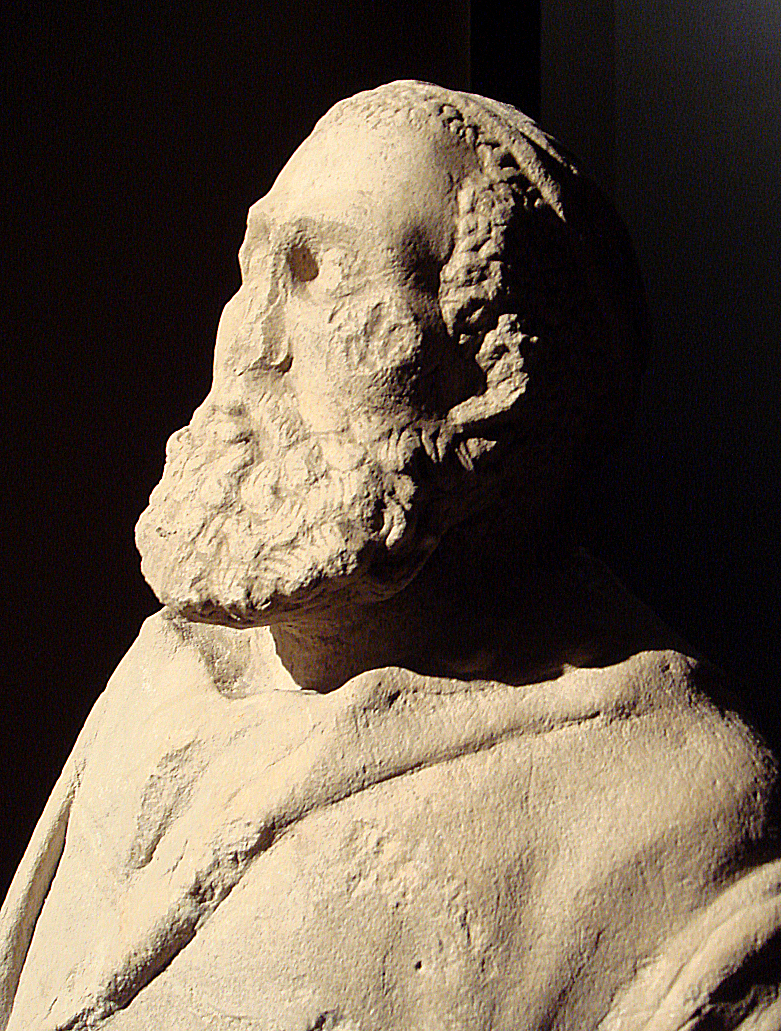
Phần phía trên của ông ta.
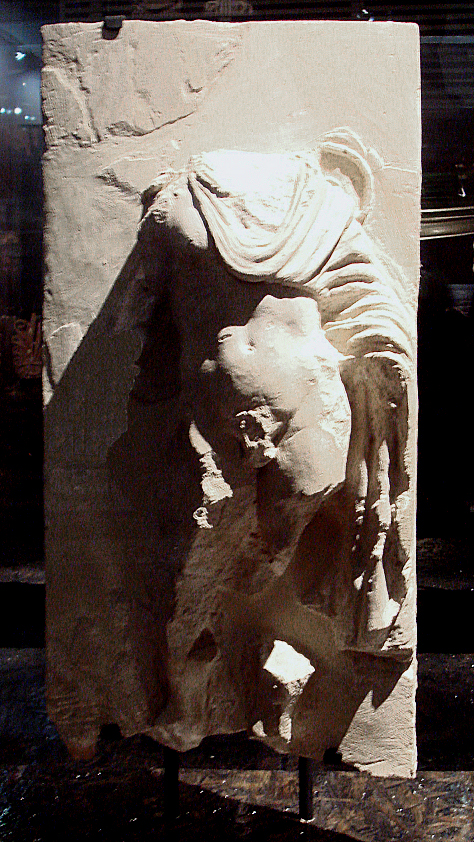
Bức phù điêu nam giới khỏa thân mặc một chlamys. Thế kỷ thứ 2 TCN.
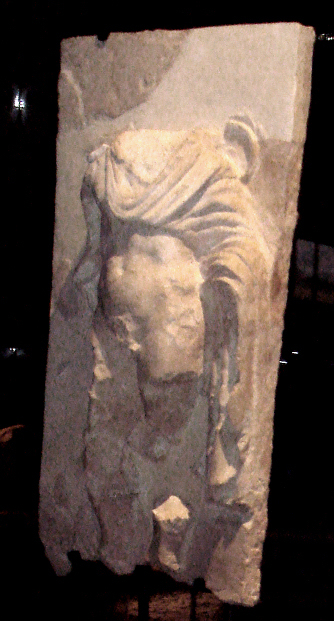
Cũng là phù điêu đó, nhưng nhìn từ chiều khác.
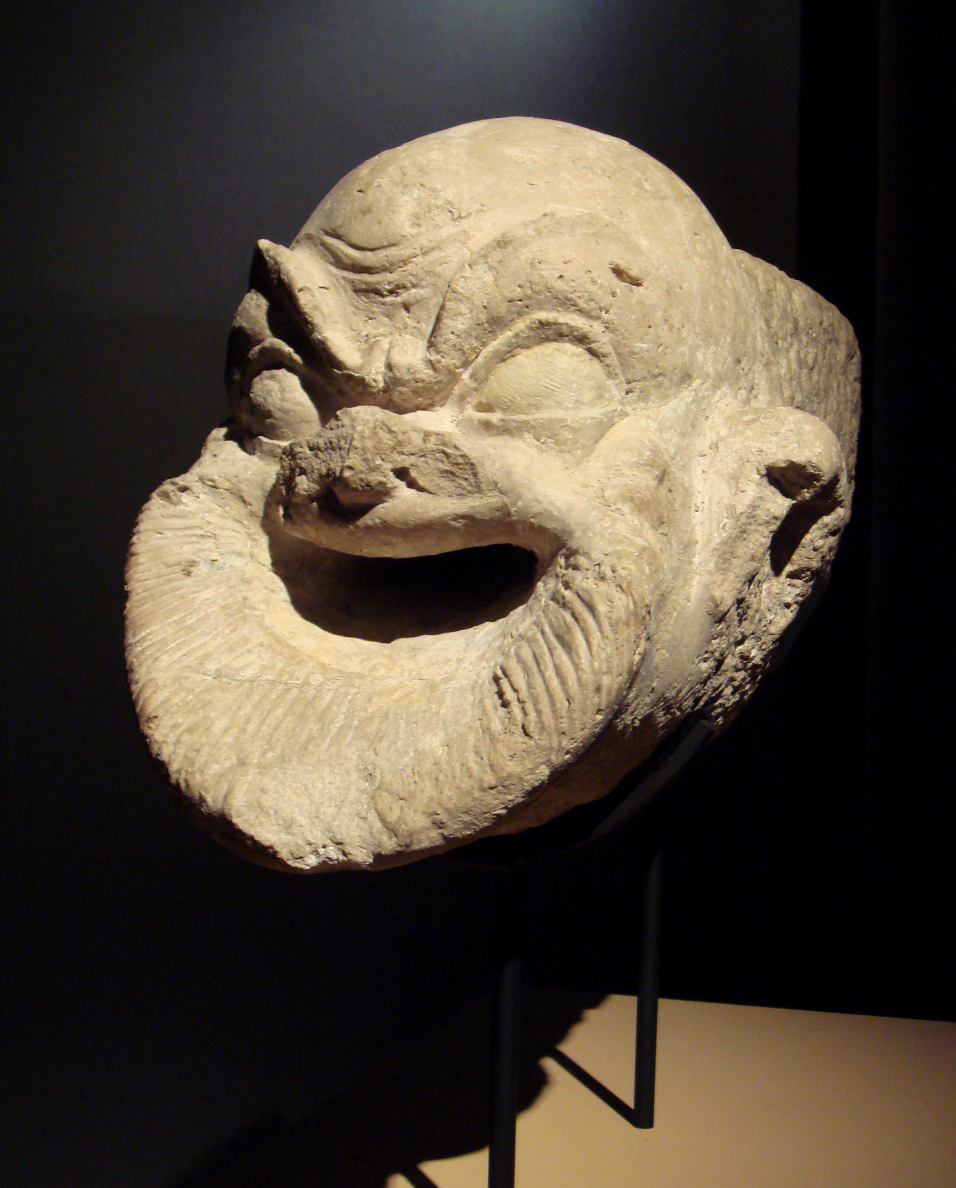
Miệng máng xả nước dạng mặt nạ hài kịch Hy Lạp ở Ai Khanoum. Thế kỷ thứ 2 TCN.
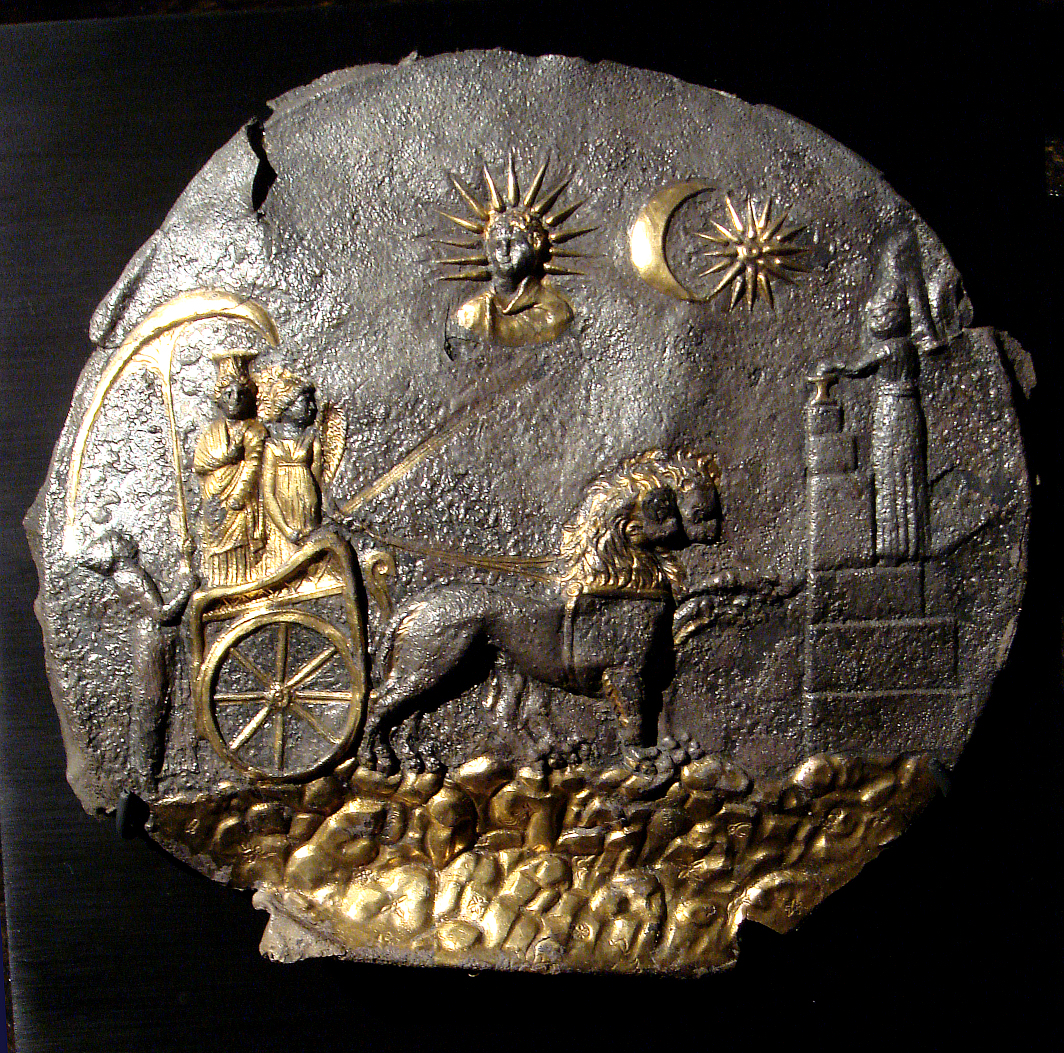
Tấm bảng kim loại khắc hình nữ thần Cybele ngồi trên xe do sư tử kéo. Ai Khanoum.

## Các vị vua Hy Lạp-Bactria

### Nhà Diodotos
Ở khu vực Bactria, Sogdiana, Ferghana, Arachosia:
- Diodotos I (cai trị vào khoảng năm 250–240 TCN) Coins
- Diodotos II (cai trị vào khoảng năm 240–230 TCN), ông là con trai của Diodotos I Coins

Ngoài ra còn có giả thuyết cho rằng nhà Diodotos có một vị vua khác nữa tên là Antiochos Nicator, ông có lẽ là một người con trai khác của vua Diodotos I.

### Nhà Euthydemos
Ở khu vực Bactria, Sogdiana, Ferghana, Arachosia:
- Euthydemos I (cai trị vào khoảng từ năm 223-khoảng năm 200 TCN), ông đã lật đổ Diodotos II. Coins

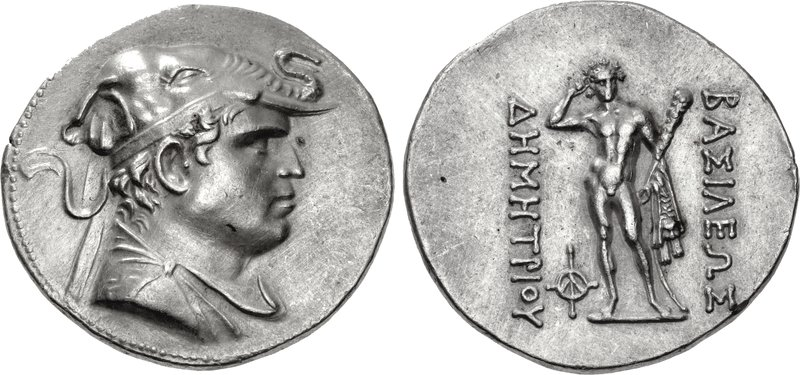
Demetrios I của Baktria (cai trị vào khoảng từ năm 205–171 TCN). Ông là người sáng lập nên vương quốc Ấn-Hy Lạp, dòng chữ Hy Lạp đọc là: ΒΑΣΙΛΕΩΣ ΔΗΜΗΤΡΙΟΥ – "Vua Demetrios

- Demetrios I (cai trị từ khoảng năm 200-180 TCN), ông là con trai của Euthydemos I và đã tiến hành chinh phục Ấn Độ. Coins

Những vùng đất do Demetrios chinh phục sau này bị chia tách thành hai nửa đông tây và nằm dưới sự cai trị của nhiều vị vua khác nhau.
Ở Bactria:

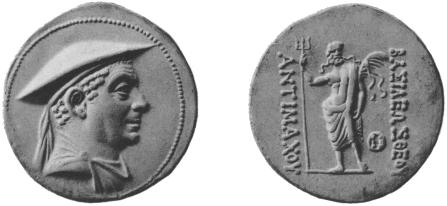
Đồng tiền xu bằng bạc của vua Antimachos I. Dòng chữ Hy Lạp đọc là: ΒΑΣΙΛΕΩΣ ΘΕΟΥ ΑΝΤΙΜΑΧΟΥ – "Vua Antimachos thần thánh".

- Euthydemos II (khoảng năm 180 TCN), ông ta có thể là con trai của Demetrios.
- Antimachos I (có thể là từ năm 185-170 TCN), ông là em trai của Demetrios và đã bị Eucratides đánh bại.

Ở Paropamisadae, Arachosia, Gandhara, Punjab:
- Pantaleon (thập niên 190 hoặc 180 TCN), ông có thể là một em trai khác và đã cùng cai trị với Demetrios.
- Agathocles (190-180 TCN): có thể là một người anh em khác?.
- Apollodotos I (cai trị khoảng 180-160 TCN) người anh em thứ 4?
- Antimachos II Nikephoros(160-155 TCN).
- Demetrios II (155-130 TCN)
- Menandros I (155-130 TCN)

### Nhà Eucratides
Ở khu vực Bactria và Sogdiana:
- Eukratides I (170-145 TCN).

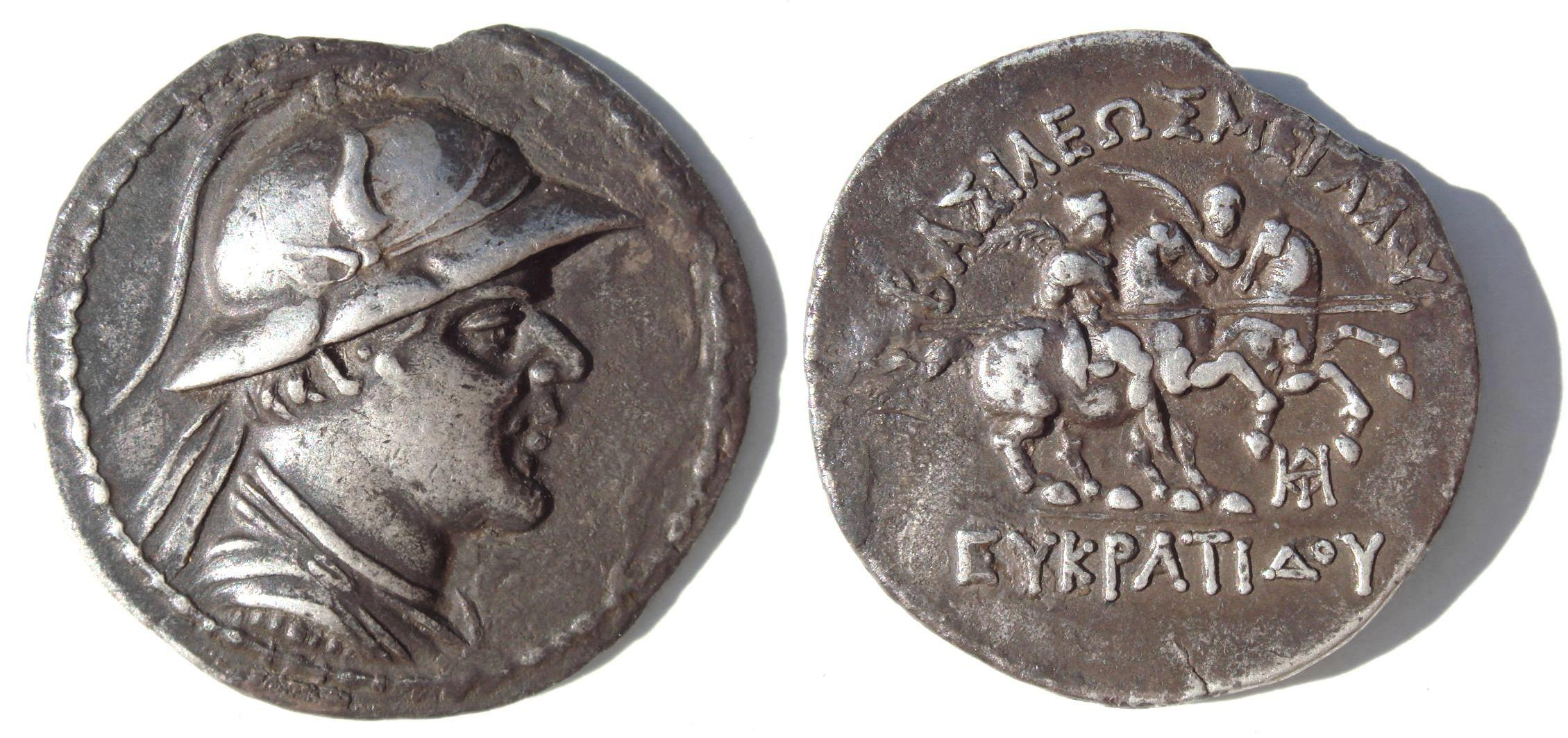
Đồng tetradrachm bằng bạc của vua Eucratides, ông trị vì từ năm 171–145 TCN. Dòng chữ Hy Lạp đọc là: ΒΑΣΙΛΕΩΣ ΜΕΓΑΛΟΥ ΕΥΚΡΑΤΙΔΟΥ – "Vua Eucratides Vĩ đại".

- Plato đồng nhiếp chính khoảng năm 166 TCN.
- Eukratides II cai trị vào khoảng từ năm 145-140 TCN
- Heliocles cai trị vào khoảng từ năm 145-130 TCN.

Vị vua Hy Lạp cuối cùng của Bactria là Heliocles đã bị những người du mục Nguyệt Chi lật đổ. Hậu duệ của Eucratides có thể đã cai trị vương quốc Ấn-Hy Lạp.